# Pnyx
La Pnyx (en grec ancien : Πνύξ / Pnúx ; en grec moderne : Πνύκα / Pnýka) est une colline du centre d’Athènes, située à l'ouest de l'Acropole et surplombant l'ancienne Agora. Elle est entourée par la colline des Nymphes et celle des Muses.
Dans l'Antiquité, elle était le siège de l’Ecclésia, assemblée des citoyens, qui y votaient à main levée les lois, votait le budget, désignait les membres de la Boulê, de l’Héliée et les magistrats. En revanche, les procédures d'ostracisme avaient lieu sur l'agora. Les fouilles du site ont permis de comprendre que la structure accueillant l'Ecclésia avait fait l'objet de trois grandes périodes de construction.

## Histoire

### Première période
La situation géographique privilégiée de la Pnyx explique l’importance de son rôle dès l’époque archaïque : les Athéniens, cherchant un lieu de réunion plus calme que l'agora, se sont naturellement tournés vers la colline qui surplombe celle-ci. À ce stade, les installations sont assez sommaires : une tribune (bêma) en bois ou en pierre pour les orateurs, orientée vers le sud, quelques bancs pour les magistrats, le sol en pente de la colline, orientée vers le nord-ouest, pour les autres citoyens.
Rapidement se fait sentir le besoin d'équipements plus durables, en pierre, dont les restes ont été mis au jour lors des fouilles des années 1930. Au pied de la colline se trouve la terrasse, large de 7 mètres environ, qui accueillait la tribune des orateurs (bêma), aujourd'hui complètement disparue. D'après le témoignage des auteurs comiques du Ve siècle av. J.-C., elle était en pierre et permettait une large liberté de mouvement à l'orateur. L'un des flancs de la colline a été creusé et recouvert d'un dallage grossier qui ne semble pas avoir comporté de sièges fixes, en bois ou en pierre. Comme le montrent des remarques d'Aristophane, les citoyens s'asseyaient sans doute par terre, ; il semble que chacun choisissait librement sa place. Cette partie s'étend sur 2 400 mètres carrés environ, ce qui devait permettre d'accueillir un peu plus de 5 000 personnes, sur la base d'un ratio de 0,4 mètre carré par personne. Cette estimation est cohérente avec la remarque de Thucydide, selon lequel aucune séance de l'Ecclésia n'est jamais parvenue à attirer 5 000 citoyens.
Ce premier auditorium, l'un des premiers lieux de réunion grecs connus, peut être daté de la fin du VIe ou du début du Ve siècle av. J.-C. Son plan s'apparente fortement à celui du théâtre de Thorikos et l'ancien siège de l'assemblée de Larissa.

### Deuxième période
Durant la deuxième période, à la fin du Ve siècle av. J.-C., un remblai est pratiqué vers le sud, dans la direction opposée du premier auditorium. Désormais, les citoyens s'asseyent face à la pente et dos à la cité. La capacité d'accueil s'accroît légèrement pour passer à 6 000 sièges environ.

### Troisième période
La troisième période correspond au programme de construction de Lycurgue, en 330-326 av. J.-C. L'auditorium conserve la même orientation que durant la période précédente, mais s'étend de manière significative pour accueillir environ 10 000 personnes.[réf. nécessaire]

## Fouilles
La colline est fouillée à plusieurs reprises à l'époque moderne. En 1765, Richard Chandler l'identifie comme la Pnyx siège de l'Ecclésia. La découverte par le comte d'Aberdeen, en 1803, de douze tablettes en marbre dédiées à Zeus Hypsistos, conduit à faire croire que la colline était un lieu de culte plutôt qu'un espace politique. Les fouilles menées par Ernst Curtius en 1862 semblent renforcer cette hypothèse. En 1882-1883, l'Américain John M. Crow passe en revue l'ensemble des témoignages littéraires relatifs à la Pnyx, approche complétée par des fouilles sur place. Contre Curtius, il confirme l'identification de la colline comme l'ancienne Pnyx.
Le Service archéologique grec entreprend de nouvelles campagnes de fouilles en 1910, puis en 1916. En 1930-1931, l'École américaine d'études classiques d'Athènes se joint à ces efforts. Konstantínos Kourouniótis et Homer A. Thompson (en) mettent notamment au jour un horos (borne de délimitation) portant l'inscription « ὅρος Πυκνός / hóros puknós » qui, avec les travaux de Crow, met fin à la polémique : la colline est bien la Pnyx décrite par les auteurs anciens.

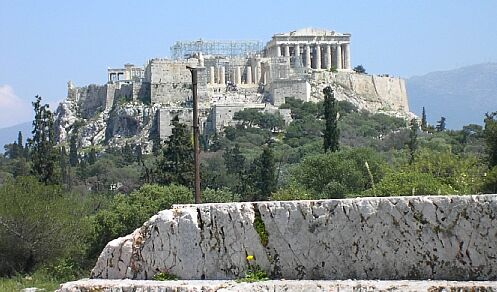
La plateforme des orateurs sur la Pnyx avec l’Acropole en arrière-plan.